# Edita Engleska
Edita Engleska (910. – 946.) je bila supruga cara Otona I. Velikog te tako rimsko-njemačka carica. Znana je i kao Edith ili Eadgyth. 
Rođena je kao kćer kralja Edvarda I. Starijeg i kraljice Aelfflaed. Imala je sestru zvanu Edgifu preko koje je bila teta Luja IV. Oton I. ju je oženio 929. Pratila ga je na putovanjima. Bila je majka princeze Liutgarde i kneza Liudolfa, te maćeha cara Otona II.